# سیستم شورای ۱۳ نفره
سیستم شورای سیزده نفره (به ژاپنی: 十三人の合議制 じゅうさんにんのごうぎせい) یک اصطلاح تاریخی است که به سیستم رهبری جمعی شوگون‌سالاری کاماکورا اشاره دارد که در آوریل ۱۱۹۹ پس از مرگ میناموتو نو یوریتومو تأسیس شد. در سال ۱۲۰۰ برچیده شد. گفته می‌شود که این نمونه اولیه هیوجوشو است که در سال اول کاروکو (۱۲۲۵) تأسیس شد. این به یک سیستم رهبری جمعی اشاره دارد که در دوران دومین شوگون از شوگون‌سالاری کاماکورا، میناموتو نو یوری‌ایه ایجاد شد. مشخصه همه این سیزده نفر این است که از «ملازمان تاثیرگذار» تشکیل شده‌اند و برای سرکوب در دیکتاتوری میناموتو نو یوری‌ایه ایجاد شده‌اند.

## اعضا
| شماره | نام               | مرگ    | |
| ----- | ----------------- | ------ | --- |
| ۱     | هوجو توکیماسا     | ۱۲۱۵   | نخستین شیکن، تبعید توسط پسرش یوشیتوکی پس از حادثه خاندان ماکی                                                           |
| ۲     | هوجو یوشیتوکی     | ۱۲۲۴   | دومین شیکن، مرگ طبیعی                                                                                                   |
| ۳     | کاجیوارا کاگه‌توکی | ۱۲۰۰   | کشته شدن پس از حادثه کاجیوارا کاگه‌توکی                                                                                  |
| ۴     | میئورا یوشیزومی   | ۱۲۰۰   | تبعید پس از حادثه کاجیوارا کاگه‌توکی و مرگ سه روز بعد از تبعید                                                           |
| ۵     | آداچی موریناگا    | ۱۲۰۰   | مرگ طبیعی. برکنار شدن از کار پس از حادثه کاجیوارا کاگه‌توکی                                                              |
| ۶     | هیکی یوشیکازو     | ۱۲۰۳   | کشته شدن پس از حادثه هیکی یوشیکازو                                                                                      |
| ۷     | ناکاهارا چیکایوشی | ۱۲۰۹   | همسرش دایه دومین دختر میناموتو نو یوریتومو، سانمان بود، پس از مرگ سانمان در سن ۱۴ سالگی، چیکایوشی از شدت اندوه راهب شد. |
| ۸     | وادا یوشیموری     | ۱۲۱۳   | کشته شدن پس از نبرد وادا                                                                                                |
| ۹     | میوشی یاسونوبو    | ۱۲۲۱   | مرگ طبیعی |
| ۱۰    | اوئه هیروموتو     | ۱۲۲۵   | مرگ طبیعی. چهارمین پسر او موری سوئه‌میتسو اولین رهبر خاندان موری بود.                                                    |
| ۱۱    | نیکایدو یوکیماسا  | نامشخص | مرگ طبیعی |
| ۱۲    | هاتا توموایه      | نامشخص | مرگ طبیعی |
| ۱۳    | آداچی توئوموتو    | نامشخص | مرگ طبیعی |